# Simon Thirsk
Simon Gregory Thirsk, né le 15 mai 1977 au Cap, est un nageur sud-africain.

## Carrière
Simon Thirsky est médaillé  d'or du 100 mètres dos à l'Universiade d'été de 1999 à Palma. 
Il participe ensuite aux Jeux olympiques d'été de 2000 à Sydney, sans atteindre de finale.
Aux Jeux africains de 2003 à Abuja, il est médaillé d'argent du 50 mètres dos, du 100 mètres dos et des relais 4 x 100 mètres nage libre et 4 x 100 mètres quatre nages ainsi que médaillé de bronze du 200 mètres dos.